# Vololona Rabeharisoa
Vololona Rabeharisoa est une sociologue française. Elle est professeure au Centre de sociologie de l'innovation (CSI) de Mines ParisTech.

## Carrière
Ses travaux portent sur la place de la recherche scientifique et technique dans la société et, en particulier aux rôles des acteurs intervenant dans la production des connaissances et des innovations. Elle s'intéresse également aux conséquences de l’implication des bénéficiaires de la recherche et des activités socio-techniques.
Ses travaux portent sur les secteurs de l'énergie, l'environnement, l'agro-alimentaire et le domaine de la biomédecine. En 1999, elle fait paraître une étude en collaboration avec Michel Callon sur les mouvements de malades, étudiant le cas particulier de l'Association Française contre les Myopathies. Depuis quelques années, elle s'intéresse à l'hybridation des savoirs entre génétique et psychiatrie à propos de l'autisme et des conséquences qu'implique la définition de cette maladie.
Elle est rédactrice en chef de Sciences sociales et Santé, une revue académique interdisciplinaire.

## Publications (liste non exhaustive)
- avec Antoine Hennion, S. Dubuisson, Alcd. Didier, Passages et arrêts en gare. Les régimes de présence en situation de passage, Paris, RATP, 1997.
- avec Cécile Méadel (éd.), Représenter, Hybrider, Coordonner, Paris, CSI-École des mines de Paris, 1996.
- avec Cécile Méadel, S. Dubuisson, BD. Laat, Philippe Larédo, P. Mustar, Émilie Gomart, F. Mélard (éd.), Les chercheurs et l'innovation. Regards sur les pratiques de l'INRA, Paris, INRA, 1998.
- avec Michel Callon, Le pouvoir des malades: l'Association française contre les myopathies et la recherche, Paris, Les Presses de l'É́cole des mines, « Sciences économiques et sociales », 1999.  (ISBN 2-911762-17-7)
- avec Madeleine Akrich, P. Jamet, Cécile Méadel et F. Vincent (éd.), La Griffe de l'ours. Débats et controverses en environnement, Paris, Presses de l'École des Mines, 2002.